# Illa Arczaja
Illa Zurabowycz Arczaja (ukr. Ілля Зурабович Арчая; ur. 20 lutego 1995) – ukraiński zapaśnik walczący w stylu wolnym. Zajął ósme miejsce w mistrzostwach świata w 2022.
Piąty na mistrzostwach Europy w 2023. Brązowy medalista MŚ wojskowych w 2025.